# Сан-Естебан-де-лос-Патос
Сан-Естебан-де-лос-Патос (ісп. San Esteban de los Patos) — муніципалітет в Іспанії, у складі автономної спільноти Кастилія-і-Леон, у провінції Авіла. Населення — 26 осіб (2010).
Муніципалітет розташований на відстані близько 85 км на північний захід від Мадрида, 11 км на північний схід від Авіли.

## Демографія
Динаміка населення (INE ):

## Галерея зображень

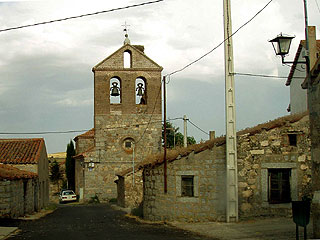
Церква Сан-Естебан-де-лос-Патос
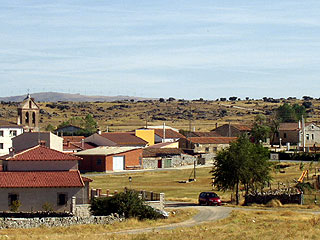
Сан-Естебан-де-лос-Патос